# وادي الحنيك
وادي الحنيك هو واد في سراة بلاد بلقرن في محافظة بلقرن يسيل حتى يلتقي مع وادي ماسرة ثم وادي الهدارة.